# The Stepfather 3
The Stepfather 3 är en amerikansk-brittisk TV-film från år 1992. Filmen regisserades av Guy Magar och är uppföljare till filmerna The Stepfather från 1987 och The Stepfather 2 från 1989.

## Handling
Keith Grant mördade sin familj en ödesdiger dag, och sen dess har han suttit inspärrad på ett mentalsjukhus. En dag lyckas han rymma och bestämmer sig för att genomgå en plastikoperation, så att ingen ska känna igen honom. Sen gifter han om sig med en kvinna som sitter i rullstol.
På ytan verkar Keith leva ett lyckligt liv med sin nyblivna fru, men bakom fasaden döljer sig en galen och hänsynslös seriemördare.

## Rollista i urval
- Robert Wightman - Keith Grant
- Priscilla Barnes - Christine Davis
- Season Hubley - Jennifer Ashley
- David Tom - Andy Davis
- John Ingle - Fader Brennan
- Dennis Paladino - Mr. Thompson
- Stephen Mendel - Mark Wraynal
- Christa Miller - Beth Davis
- Jennifer Bassey - Dr. Brady